# A Patch of Blue
A Patch of Blue (en Hispanoamérica, Cuando sólo el corazón ve; en  España, Un retazo de azul) es una película dramática estadounidense de 1965 dirigida por el director Guy Green, basándose en la relación que existe entre un hombre afroamericano Gordon (interpretado por Sidney Poitier) y una joven adolescente ciega llamada Selina (interpretada por Elizabeth Hartman), y los problemas que afectan su relación cuando logran enamorarse en un lugar dividido racialmente.
La película explora el racismo desde la perspectiva "El amor es ciego". Luego, se llevó gran éxito en la pantalla. Shelley Winters logró ganar el Oscar a la mejor actriz de reparto. Sería su segunda victoria en los premios de la academia, porque en 1959 gana por primera vez en la exitosa El diario de Anna Frank. Elizabeth Hartman es candidata al Oscar como mejor actriz, pero la victoria resulta finalmente para Julie Christie y recibió un reconocimiento en los Premios Globos de Oro.
Las escenas donde Poitier y Hartman se besan fueron eliminadas de la película, al igual que cuando se mostró en los teatros de cine en el sur de los Estados Unidos. Estas escenas se ven intactas en la versión de DVD, y anteriormente se habían eliminado. De acuerdo con el comentario de audio de DVD fue decisión del director Guy Green que A Patch of Blue se filmara en blanco y negro, aunque el color estaba disponible.
El guion de Guy Green adaptaba la novela publicada en 1961 Be Ready with Bells and Drums (Este preparado con campanas y tambores) por la australiana Elizabeth Kata. El libro más tarde gana en Sindicato de Guionistas de Estados Unidos. La trama difiere ligeramente de la película, ya que su final es menos optimista. Además del éxito que mantuvo, en los Premios Oscar tuvo 5 candidaturas: mejor actriz, mejor actriz de reparto, mejor fotografía, mejor diseño de producción y mejor música. Elizabeth Hartman había sido conocida por ser la actriz más joven candidata desde entonces, con 22 años en ese tiempo. Al pasar los años, en 1976 sería Isabelle Adjani y en adelante hasta que más tarde le seguirían otras.

## Historia

### Ideas principales
La película esta centralizada en una joven de 18 años que es ciega, y había pasado su infancia desde los 5 años con esta dificultad. Además, tenía que soportar los tratos abusivos de su madre, una prostituta, y su abuelo alcohólico. Y así es ayudada por un hombre de piel oscura. Los problemas enfrentados en esta parte de la historia son los conflictos familiares y el racismo.  

### Argumento
Selina D'Arcey es una joven adolescente de 18 años que vive junto a su madre, una prostituta, llamada Rose-Ann y su abuelo Ol' Pa, en un apartamento de la ciudad de Culver City. Selina pasa la mayor parte de su tiempo haciendo pulseras y soporta los malos tratos de su madre, porque tiene un comportamiento abusivo y su abuelo Ol' Pa es un hombre alcohólico. Selina no tiene amigos y algunas veces deja su apartamento para salir a la calle, pues ella no había recibido una educación. 
Luego, Selina habla con su empleador para que la lleve al parque y allí conoce a Gordon Ralfe, un hombre de piel oscura que tiene educación y su voz era suave. Éste trabajaba de noche en las oficinas y ambos se hacen amigos rápidamente. Gordon se entera de muchas cosas mientras ambos mantienen una gran amistad, una de ellas es que Selina es una joven ciega desde hace 13 años, porque cuando tenía 5 años de edad, su madre Rose-Ann le había echado un producto químico mientras discutía con su marido. También se da cuenta de que Selina había sido abusada sexualmente por uno de los amantes de su madre hace unos años. 
Sadie, una mujer prostituta amiga de Rose-Ann, se lamentaba por la pérdida de su juventud y se da cuenta de que Selina era la joven indicada en donde ella pudiera utilizarla para su negocio. Posteriormente, Rose-Ann y Sadie deciden mudarse a un apartamento mejor, Rose-Ann deja solo Ol' Pa en su antiguo departamento y pretende obligar a Selina a ejercer la prostitución.
Mientras tanto, Gordon buscó escuelas especiales para ciegos y finalmente contacta con una de ellas, así que está listo para ayudar a Selina en su educación. Mientras Rose-Ann se va lejos del departamento por unos instantes, Selina se escapa al parque con cierta dificultad, pero llega a su destino. Allí ella encuentra a Gordon y esta le comenta que su madre tratará de llevarla lejos, pero este le dice que dentro de pocos días, ella irá a la escuela. 
Rose-Ann regresa al departamento y no encuentra a Selina, esta se dirige a casa de Ol' Pa y más tarde se va al parque donde enfrenta a Gordon. A pesar de la resistencia que existe, Gordon logra tomar a Selina distancia entre su madre y Ol' Pa detiene a Rose-Ann diciéndole que Selina ya no es una niña.
Gordon lleva a Selina a su casa y esta le pide que estos pudieran casarse. Gordon le responde que existen muchos tipos de amor y que más tarde se daría cuenta de que su relación no funcionaría. Selina dice que lo ama profundamente y sabe que este es de piel oscura. Esto es para ella de menor importancia. Él entonces le dice que va a esperar un año para averiguar si su amor conducirá al matrimonio. Mientras tanto, un autobús llega a recoger a Selina.

## Reparto
- Elizabeth Hartman como Selina D'Arcey.
- Sidney Poitier como Gordon Ralfe.
- Shelley Winters como Rose-ann D'Arcey.
- Wallace Ford como Ol' Pa, el abuelo de Selina.
- Ivan Dixon como Mark Ralfe.
- Elisabeth Fraser como Sadie.
- John Qualen como Mr. Faber
- Kelly Flynn como Yanek Faber.
- Debi Storm como Selina, a los 5 años de edad.
- Renata Vanni como Mrs. Favaloro
- Saverio LoMedico como Mr. Favaloro
- Casey Merriman como Casey M.

## Doblaje mexicano
- Diana Santos (Selina D'Arcey)
- Guillermo Romano (Gordon Ralfe)
- María Santander (Rose-ann D'Arcey)
- Víctor Mares (Ol' Pa)
- Luis Bayardo (Mark Ralfe)
- Guadalupe Noel (Sadie)
- Humberto Valdepeña (Mr. Faber)
- Juan Antonio Edwards (Yanek Faber)

## Banda sonora
La banda sonora de A Patch of Blue fue compuesta y dirigida por Jerry Goldsmith quien fue candidato al Óscar a la mejor banda sonora. Además también es reconocido por ser uno de los 250 candidatos en American Film Institute, con gran puntajes estadounidenses de cine y televisión. La puntuación ha sido puesto en libertad tres veces en CD; en 1991 a través de la corriente dominante de registros (con el marcador a David y Lisa por Mark Lawrence), en el año 1992 a través del Tsunami Records (con su puntuación a Patton), y una versión extendida en 1997 a través de Intrada Records.

## Lanzamiento de "A Cinderella Named Elizabeth"
Los creadores de esta película, luego realizaron un corto sobre la selección de Elizabeth Hartman para desempeñar el papel protagónico. El corto fue llamado así A Cinderella Named Elizabeth (Una cenicienta llamada Elizabeth), se centra en la condición de la actriz desconocida en la ciudad de Youngstown, Ohio, además, lugar donde Hartman nació. Hartman aclara muchas cosas en este corte, como por ejemplo, sus gustos por la ropa, preferencias y decisiones que toma como actriz, son muy notables. El corto muestra también su visita el Instituto Braille de América para ver a los ciegos que están entrenando para realizar muchas actividades, es similar a su personaje en la película de Guy Green. Aquí se ve como aquellas personas pueden realizar tareas de la vida diaria, al igual que Poitier enseña a Selina en la película de 1965.  

## Taquilla
La película finalmente fue caracterizada en una de las más exitosas en la trayectoria de Sidney Poitier, resultando un desarrollo rentable teniendo en cuenta que aceptó un recorte salarial a cambio del 10% de los ingresos brutos en taquilla. Además, la película  hizo de él una gran estrella cinematográfica a nivel nacional incluso en ciudades del sur como Houston, Atlanta y Charlotte. El éxito fue también para Hartman quien iniciaba su carrera con un protagónico fantástico y recibiendo excelentes críticas en la televisión y por críticos nacionales e internacionales.

## Títulos de exteriores
- A patch of Blue (Estados Unidos)
- Un retazo de azul (España y América Latina)
- Cuando sólo el corazón ve (América Latina)
- Träumende Lippen (Alemania)
- Un coin de ciel bleu (Francia)

## Recepción

### Crítica
La película obtuvo críticas positivas y fueron elogiadas las interpretaciones de sus protagonistas. En Rotten Tomatoes tuvo un 89% de aprobación basada en nueve reseñas.

## Premios y candidaturas
| Premio             | Categoría                                       | Candidato/a                                             | Resultado |
| ------------------ | ----------------------------------------------- | ------------------------------------------------------- | --------- |
| Academy Award      | Óscar a la mejor actriz                         | Elizabeth Hartman                                       | Candidata |
| Academy Award      | Óscar a la mejor actriz de reparto              | Shelley Winters                                         | Ganadora  |
| Academy Award      | Óscar a la mejor fotografía                     | Robert Burks                                            | Candidato |
| Academy Award      | Óscar a la mejor música                         | Jerry Goldsmith                                         | Candidato |
| Academy Award      | Óscar a la mejor dirección artística            | George Davis Urie McCleary Henry Grace Charles Thompson | Candidato |
| BAFTA Award        | BAFTA al mejor actor                            | Sidney Poitier                                          | Candidato |
| Golden Globe Award | Globo de Oro al mejor actor - Drama             | Sidney Poitier                                          | Candidato |
| Golden Globe Award | Globo de Oro a la mejor actriz - Drama          | Elizabeth Hartman                                       | Candidata |
| Golden Globe Award | Globo de Oro a la nueva estrella del año-Actriz | Elizabeth Hartman                                       | Ganadora  |
| Golden Globe Award | Globo de Oro a la mejor película dramática      | Pandro S. Berman                                        | Candidato |
| Golden Globe Award | Globo de Oro a la mejor película dramática      | Guy Green                                               | Candidato |
| Golden Globe Award | Globo de Oro al mejor guion                     | Guy Green                                               | Candidato |
| Golden Globe Award | Globo de Oro al mejor director                  | Guy Green                                               | Candidato |